# Gran Premio di superbike di Oschersleben 2001
Il Gran Premio di superbike di Oschersleben 2001 è stato l'undicesima prova su tredici del campionato mondiale Superbike 2001, disputato il 2 settembre sul circuito di Oschersleben, ha visto la vittoria di Colin Edwards in gara 1, mentre la gara 2 è stata vinta da Rubén Xaus.
La vittoria nella gara valevole per il campionato mondiale Supersport è stata ottenuta da Fabien Foret, mentre la gara del campionato Europeo della classe Superstock viene vinta da James Ellison.

## Risultati

### Gara 1

#### Arrivati al traguardo[5]
| Pos. | Nº  | Pilota              | Squadra               | Motocicletta        | Giri | Tempo     | Griglia | Punti |
| ---- | --- | ------------------- | --------------------- | ------------------- | ---- | --------- | ------- | ----- |
| 1º   | 1   | Colin Edwards       | Castrol Honda         | Honda VTR1000 SP    | 28   | 41:23.687 | 4º      | 25    |
| 2º   | 11  | Rubén Xaus          | Ducati Infostrada     | Ducati 996 R        | 28   | +0:03.355 | 3º      | 20    |
| 3º   | 155 | Ben Bostrom         | Ducati L&M            | Ducati 996 R        | 28   | +0:15.312 | 5º      | 16    |
| 4º   | 5   | Akira Yanagawa      | Fuchs Kawasaki        | Kawasaki ZX 7RR     | 28   | +0:17.715 | 8º      | 13    |
| 5º   | 8   | Tadayuki Okada      | Castrol Honda         | Honda VTR1000 SP    | 28   | +0:21.418 | 10º     | 11    |
| 6º   | 4   | Pierfrancesco Chili | Suzuki Alstare Corona | Suzuki GSX R750     | 28   | +0:21.693 | 13º     | 10    |
| 7º   | 100 | Neil Hodgson        | GSE Racing            | Ducati 996 RS       | 28   | +0:23.071 | 1º      | 9     |
| 8º   | 55  | Régis Laconi        | Virgilio Aprilia Axo  | Aprilia RSV 1000    | 28   | +0:24.734 | 7º      | 8     |
| 9º   | 3   | Troy Corser         | Virgilio Aprilia Axo  | Aprilia RSV 1000    | 28   | +0:28.618 | 2º      | 7     |
| 10º  | 52  | James Toseland      | GSE Racing            | Ducati 996 RS       | 28   | +0:30.064 | 9º      | 6     |
| 11º  | 6   | Gregorio Lavilla    | Fuchs Kawasaki        | Kawasaki ZX 7RR     | 28   | +0:38.195 | 12º     | 5     |
| 12º  | 24  | Stéphane Chambon    | Suzuki Alstare Corona | Suzuki GSX R750     | 28   | +0:59.160 | 15º     | 4     |
| 13º  | 7   | Juan Borja          | Panavto Yamaha        | Yamaha R7           | 28   | +1:10.117 | 18º     | 3     |
| 14º  | 35  | Giovanni Bussei     | Ducati NCR            | Ducati 996 RS       | 28   | +1:11.182 | 14º     | 2     |
| 15º  | 27  | Bertrand Stey       | White Endurance       | Honda VTR1000 SP    | 28   | +1:11.271 | 20º     | 1     |
| 16º  | 14  | Peter Goddard       | Benelli Sport         | Benelli Tornado 900 | 28   | +1:19.140 | 21º     |       |
| 17º  | 46  | Mauro Sanchini      | Pedercini             | Ducati 996 RS       | 28   | +1:19.832 | 22º     |       |
| 18º  | 75  | Berto Camlek        | Inotherm Racing       | Yamaha R7           | 27   | +1 giro   | 27º     |       |
| 19º  | 69  | Ferdinando Di Maso  | Kawasaki Bertocchi    | Kawasaki ZX 7RR     | 27   | +1 giro   | 26º     |       |

#### Ritirati
| Nº | Pilota            | Squadra            | Motocicletta    | Giri | Griglia |
| -- | ----------------- | ------------------ | --------------- | ---- | ------- |
| 20 | Marco Borciani    | Pedercini          | Ducati 996 RS   | 23   | 23º     |
| 99 | Steve Martin      | DFX Racing         | Ducati 996 RS   | 21   | 11º     |
| 21 | Troy Bayliss      | Ducati Infostrada  | Ducati 996 R    | 21   | 6º      |
| 22 | Lucio Pedercini   | Pedercini          | Ducati 996 RS   | 15   | 17º     |
| 23 | Jiří Mrkývka      | JM SBK             | Ducati 996 RS   | 9    | 28º     |
| 31 | Michele Malatesta | Kawasaki Bertocchi | Kawasaki ZX 7RR | 1    | 25º     |
| 36 | Broc Parkes       | Ducati NCR         | Ducati 996 RS   | 0    | 24º     |
| 51 | Marty Craggill    | Pacific            | Ducati 996 RS   | 0    | 19º     |
| 33 | Robert Ulm        | Gerin WSBK         | Ducati 996 RS   | 0    | 16º     |

### Gara 2

#### Arrivati al traguardo[6]
| Pos. | Nº  | Pilota              | Squadra               | Motocicletta        | Giri | Tempo     | Griglia | Punti |
| ---- | --- | ------------------- | --------------------- | ------------------- | ---- | --------- | ------- | ----- |
| 1º   | 11  | Rubén Xaus          | Ducati Infostrada     | Ducati 996 R        | 28   | 41:17.957 | 3º      | 25    |
| 2º   | 1   | Colin Edwards       | Castrol Honda         | Honda VTR1000 SP    | 28   | +0:09.938 | 4º      | 20    |
| 3º   | 21  | Troy Bayliss        | Ducati Infostrada     | Ducati 996 R        | 28   | +0:14.907 | 6º      | 16    |
| 4º   | 155 | Ben Bostrom         | Ducati L&M            | Ducati 996 R        | 28   | +0:17.570 | 5º      | 13    |
| 5º   | 55  | Régis Laconi        | Virgilio Aprilia Axo  | Aprilia RSV 1000    | 28   | +0:29.311 | 7º      | 11    |
| 6º   | 4   | Pierfrancesco Chili | Suzuki Alstare Corona | Suzuki GSX R750     | 28   | +0:29.392 | 13º     | 10    |
| 7º   | 6   | Gregorio Lavilla    | Fuchs Kawasaki        | Kawasaki ZX 7RR     | 28   | +0:29.607 | 12º     | 9     |
| 8º   | 8   | Tadayuki Okada      | Castrol Honda         | Honda VTR1000 SP    | 28   | +0:29.741 | 10º     | 8     |
| 9º   | 5   | Akira Yanagawa      | Fuchs Kawasaki        | Kawasaki ZX 7RR     | 28   | +0:30.047 | 8º      | 7     |
| 10º  | 100 | Neil Hodgson        | GSE Racing            | Ducati 996 RS       | 28   | +0:32.821 | 1º      | 6     |
| 11º  | 3   | Troy Corser         | Virgilio Aprilia Axo  | Aprilia RSV 1000    | 28   | +0:32.947 | 2º      | 5     |
| 12º  | 52  | James Toseland      | GSE Racing            | Ducati 996 RS       | 28   | +0:33.121 | 9º      | 4     |
| 13º  | 24  | Stéphane Chambon    | Suzuki Alstare Corona | Suzuki GSX R750     | 28   | +0:45.098 | 15º     | 3     |
| 14º  | 99  | Steve Martin        | DFX Racing            | Ducati 996 RS       | 28   | +0:51.486 | 11º     | 2     |
| 15º  | 33  | Robert Ulm          | Gerin WSBK            | Ducati 996 RS       | 28   | +0:53.782 | 16º     | 1     |
| 16º  | 22  | Lucio Pedercini     | Pedercini             | Ducati 996 RS       | 28   | +1:14.661 | 17º     |       |
| 17º  | 14  | Peter Goddard       | Benelli Sport         | Benelli Tornado 900 | 28   | +1:15.003 | 21º     |       |
| 18º  | 36  | Broc Parkes         | Ducati NCR            | Ducati 996 RS       | 28   | +1:15.890 | 24º     |       |
| 19º  | 46  | Mauro Sanchini      | Pedercini             | Ducati 996 RS       | 28   | +1:20.034 | 22º     |       |
| 20º  | 27  | Bertrand Stey       | White Endurance       | Honda VTR1000 SP    | 28   | +1:26.798 | 20º     |       |
| 21º  | 75  | Berto Camlek        | Inotherm Racing       | Yamaha R7           | 26   | +2 giri   | 27º     |       |

#### Ritirati
| Nº | Pilota             | Squadra            | Motocicletta    | Giri | Griglia |
| -- | ------------------ | ------------------ | --------------- | ---- | ------- |
| 20 | Marco Borciani     | Pedercini          | Ducati 996 RS   | 26   | 23º     |
| 7  | Juan Borja         | Panavto Yamaha     | Yamaha R7       | 16   | 18º     |
| 35 | Giovanni Bussei    | Ducati NCR         | Ducati 996 RS   | 14   | 14º     |
| 23 | Jiří Mrkývka       | JM SBK             | Ducati 996 RS   | 13   | 28º     |
| 69 | Ferdinando Di Maso | Kawasaki Bertocchi | Kawasaki ZX 7RR | 11   | 26º     |
| 51 | Marty Craggill     | Pacific            | Ducati 996 RS   | 6    | 19º     |
| 31 | Michele Malatesta  | Kawasaki Bertocchi | Kawasaki ZX 7RR | 2    | 25º     |

### Supersport

#### Arrivati al traguardo
| Pos. | Nº | Pilota               | Squadra                      | Motocicletta    | Giri | Tempo     | Punti |
| ---- | -- | -------------------- | ---------------------------- | --------------- | ---- | --------- | ----- |
| 1º   | 99 | Fabien Foret         | Ten Kate Honda               | Honda CBR 600   | 28   | 43'00.008 | 25    |
| 2º   | 7  | Pere Riba            | Ten Kate Honda               | Honda CBR 600   | 28   | +0.442    | 20    |
| 3º   | 8  | Andrew Pitt          | Fuchs Kawasaki               | Kawasaki ZX 6R  | 28   | +0.539    | 16    |
| 4º   | 2  | Paolo Casoli         | Yamaha Belgarda              | Yamaha YZF R6   | 28   | +0.982    | 13    |
| 5º   | 69 | James Whitham        | Yamaha Belgarda              | Yamaha YZF R6   | 28   | +1.288    | 11    |
| 6º   | 4  | Christian Kellner    | Wilbers Suspension           | Yamaha YZF R6   | 28   | +2.218    | 10    |
| 7º   | 9  | Fabrizio Pirovano    | DMR Suzuki Italia            | Suzuki GSX R600 | 28   | +2.353    | 9     |
| 8º   | 5  | Karl Muggeridge      | Suzuki Alstare Corona Extra  | Suzuki GSX R600 | 28   | +2.723    | 8     |
| 9º   | 14 | Christophe Cogan     | Saveko Dee Cee Jeans         | Yamaha YZF R6   | 28   | +8.103    | 7     |
| 10º  | 24 | Adam Fergusson       | Alpha Technick Castrol       | Honda CBR 600   | 28   | +12.086   | 6     |
| 11º  | 23 | Dean Thomas          | Dienza Ducati Racing         | Ducati 748      | 28   | +12.448   | 5     |
| 12º  | 11 | Kevin Curtain        | BKM Honda                    | Honda CBR 600   | 28   | +21.004   | 4     |
| 13º  | 58 | Michael Schulten     | Yamaha Laaks Racing          | Yamaha YZF R6   | 28   | +25.883   | 3     |
| 14º  | 12 | Piergiorgio Bontempi | T. Italia Lorenzini by Leoni | Yamaha YZF R6   | 28   | +34.096   | 2     |
| 15º  | 35 | Stefano Cruciani     | T. Italia Lorenzini by Leoni | Yamaha YZF R6   | 28   | +47.694   | 1     |
| 16º  | 65 | Jan Hanson           | Saveko Dee Cee Jeans         | Yamaha YZF R6   | 28   | +47.792   |       |
| 17º  | 40 | Shannon Johnson      | Moto 1 Honda Elf Dhold       | Honda CBR 600   | 28   | +48.190   |       |
| 18º  | 48 | Rico Penzkofer       | Shell Advance Racing         | Ducati 748      | 28   | +48.654   |       |
| 19º  | 55 | Nello Russo          | GiMotor Sport                | Yamaha YZF R6   | 28   | +59.998   |       |
| 20º  | 59 | Kyro Verstraeten     | Moto 1 Honda Elf Dhold       | Honda CBR 600   | 28   | +1'00.188 |       |

#### Ritirati
| Nº | Pilota               | Squadra                     | Motocicletta    | Giri |
| -- | -------------------- | --------------------------- | --------------- | ---- |
| 16 | Christer Lindholm    | Yamaha Belgium              | Yamaha YZF R6   | 19   |
| 18 | Cristiano Migliorati | BKM Honda                   | Honda CBR 600   | 14   |
| 6  | Iain MacPherson      | Fuchs Kawasaki              | Kawasaki ZX 6R  | 11   |
| 21 | Chris Vermeulen      | Castrol Honda               | Honda CBR 600   | 10   |
| 1  | Jörg Teuchert        | Wilbers Suspension          | Yamaha YZF R6   | 7    |
| 37 | Katsuaki Fujiwara    | Suzuki Alstare Corona Extra | Suzuki GSX R600 | 7    |
| 15 | Werner Daemen        | Yamaha Belgium              | Yamaha YZF R6   | 3    |
| 68 | Steve Plater         | Alpha Technick Castrol      | Honda CBR 600   | 2    |
| 44 | Antonio Carlacci     | DFX Racing                  | Ducati 748      | 1    |
| 22 | Vittoriano Guareschi | Dienza Ducati Racing        | Ducati 748      | 0    |
| 31 | Vittorio Iannuzzo    | DMR Suzuki Italia           | Suzuki GSX R600 | 0    |

### Superstock

#### Arrivati al traguardo
| Pos. | Nº | Pilota               | Squadra                 | Motocicletta     | Giri | Tempo     | Punti |
| ---- | -- | -------------------- | ----------------------- | ---------------- | ---- | --------- | ----- |
| 1º   | 1  | James Ellison        | Hi-Peak Crescent Suzuki | Suzuki GSX R1000 | 15   | 23'22.173 | 25    |
| 2º   | 88 | Marty Nutt           | Nutt                    | Suzuki GSX R1000 | 15   | +3.112    | 20    |
| 3º   | 19 | Walter Tortoroglio   | DMR Suzuki Italia       | Suzuki GSX R1000 | 15   | +4.198    | 16    |
| 4º   | 26 | Andi Notman          | Redwood Racing          | Suzuki GSX R1000 | 15   | +5.390    | 13    |
| 5º   | 42 | Benny Jerzenbeck     | Steinhausen Racing      | Suzuki GSX R1000 | 15   | +5.713    | 11    |
| 6º   | 2  | Markus Wegscheider   | Suzuki Stefan Schmidt   | Suzuki GSX R1000 | 15   | +6.977    | 10    |
| 7º   | 4  | Olivier Four         | Tech 2000               | Suzuki GSX R1000 | 15   | +9.291    | 9     |
| 8º   | 45 | Gianluca Vizziello   | GiMotor Sport           | Yamaha R1        | 15   | +9.748    | 8     |
| 9º   | 28 | Giacomo Romanelli    | DMR Suzuki Italia       | Suzuki GSX R1000 | 15   | +12.539   | 7     |
| 10º  | 23 | Mark Heckles         | Rumi                    | Honda CBR 900    | 15   | +17.757   | 6     |
| 11º  | 90 | Lorenzo Mauri        | Pedercini               | Ducati 996S      | 15   | +18.032   | 5     |
| 12º  | 31 | Ludovic Fourreau     | Arbr 'A' Cames          | Suzuki GSX R1000 | 15   | +18.868   | 4     |
| 13º  | 16 | Lorenzo Alfonsi      | DFX Racing              | Ducati 996S      | 15   | +21.118   | 3     |
| 14º  | 76 | Günther Knobloch     | Yamaha Teuchert         | Yamaha R1        | 15   | +26.520   | 2     |
| 15º  | 34 | Didier Van Keymeulen | ICSA-T Suzuki           | Suzuki GSX R1000 | 15   | +27.528   | 1     |
| 16º  | 21 | Koen Vleugels        | KS Racing               | Yamaha R1        | 15   | +27.804   |       |
| 17º  | 22 | Benjamin Nabert      | Suzuki Stefan Schmidt   | Suzuki GSX R1000 | 15   | +28.198   |       |
| 18º  | 69 | Yann Gyger           | White Endurance         | Honda CBR 900    | 15   | +28.720   |       |
| 19º  | 56 | Pierrot Vanstaen     | Tech 2000               | Suzuki GSX R1000 | 15   | +29.477   |       |
| 20º  | 5  | Dario Tosolini       | Pedercini               | Ducati 996S      | 15   | +33.382   |       |
| 21º  | 20 | Raffaello Fabbroni   | Rumi                    | Honda CBR 900    | 15   | +40.726   |       |
| 22º  | 36 | Alex Martinez        | Aprilia Desmo Racing    | Aprilia RSV R    | 15   | +41.069   |       |
| 23º  | 18 | John Bakker          | Flanders Motor Racing   | Ducati 996S      | 15   | +47.673   |       |
| 24º  | 35 | Paul Mooijman        | Saveko Dee Cee Jeans    | Yamaha R1        | 15   | +51.743   |       |
| 25º  | 58 | Christian Nau        | Reichmann Racing        | Suzuki GSX R750  | 15   | +58.798   |       |
| 26º  | 32 | Enrico Pasini        | Pedercini               | Ducati 996S      | 15   | +1'04.520 |       |
| 27º  | 29 | Steve Coopman        | East Belgium Racing     | Yamaha R1        | 15   | +1'07.621 |       |
| 28º  | 53 | Marco Tessarolo      | Brave                   | Suzuki GSX R1000 | 15   | +1'11.361 |       |
| 29º  | 64 | Hervé Gantner        | White Endurance         | Honda CBR 900    | 15   | +1'21.459 |       |
| 30º  | 77 | Niklas Carlberg      | Yamaha Sweden           | Yamaha R1        | 15   | +1'29.109 |       |
| 31º  | 63 | Maria Costello       | East Belgium Racing     | Yamaha R1        | 14   | +1 giro   |       |

#### Ritirato
| Nº | Pilota        | Squadra    | Motocicletta  | Giri |
| -- | ------------- | ---------- | ------------- | ---- |
| 7  | Daniel Oliver | FBC Racing | Aprilia RSV R | 11   |